# Danny Peacock
Danny Peacock (Australia; 4 de marzo de 1968 – 24 de julio de 2025) fue un jugador de rugby australiano que jugó en las posiciones de fullback, centro y ala.

## Equipos
| Periodo | Club                      | Partidos | Tries | Goles | Goles de campo | Puntos |
| ------- | ------------------------- | -------- | ----- | ----- | -------------- | ------ |
| 1988–90 | Western Suburbs Magpies   | 49       | 9     | 0     | 0              | 36     |
| 1991–95 | Gold Coast Seagulls       | 67       | 28    | 0     | 0              | 112    |
| 1996    | South Queensland Crushers | 11       | 1     | 0     | 0              | 4      |
| 1997–99 | Bradford Bulls            | 52       | 22    | 0     | 0              | 88     |

## Logros
- Super League Dream Team (1): 1997